# Galerija Krsto Hegedušić
Galerija Krsto Hegedušić je galerija u Petrinji.
Ime je dobila po hrvatskom umjetniku i pedagogu Krstu Hegedušića.
Nalazi se u petrinjskom parku u preuređenoj zgradi koja je nekad bila vatrogasni dom. 

## Povijest
Utemeljena je 1987. godine. Danas djeluje kao dio Pučkog otvorenog učilišta Hrvatski dom Petrinja.
Izvorno je trebala biti mjestom gdje će se javnosti prikazivati Hegedušićevi radovi te djela još nekih mladih umjetnika koji su bili u njegovoj majstorskoj radionici pri ALU u Zagrebu. Prvotni postav galerije bila su Hegedušićeva djela i djela tih umjetnika koja su darovali galeriji.
Za vrijeme velikosrpske agresije na Hrvatsku, Petrinja se našla na području pod nadzorom pobunjenih Srba. Zgrada u kojoj se nalazila pretrpjela je manje oštećenja, no djela izložena u njoj su nestala, a ono što je ostalo je oštećeno.
Na ministrovu inicijativu 1996. obnavlja se fundus galerije djelima uglednih zagrebačkih umjetnika. Prikupili su 37 djela te ih darovali galeriji. Iste godine zaživjele su izložbe. Broj izložaka je do danas (ožujak 2012.) došao do 230. Čine ih crteži, fotografije, grafike, keramike, kipovi, lončarija i slike. Galerija ima i malu knjižnicu kataloga, monografija i knjiga na temu likovne umjetnosti.